# Max Lehrs
Max Lehrs (24. června 1855, Berlín; 12. listopadu 1938 Drážďany) byl německý historik umění, muzejní kurátor a vědec, zabývající se především kresbou a grafikou období gotiky a renesance. Kromě toho vybudoval fototéku drážďanského Kabinetu mědirytin a zajímal se o historii tance. 

## Životopis
Narodil se jako syn berlínského obchodníka s vlnou Philippa Lehrse (1826–1865) a jeho manželky Margarety, rozené Berendové (1834–1919). Otec vlastnil sbírku mědirytin. Lehrs se proto od dětství zajímal o rytiny. Po univerzitních studiích v letech 1873-1880 obchodoval se starými tisky a s uměním. 
V roce 1880 pracoval krátce jako knihovník ve Slezském muzeu ve Vratislavi. Od roku 1883 až do svého penzionování byl zaměstnán v  drážďanských muzeích. Zpočátku byl asistentem Karla Woermanna v drážďanské obrazárně, v roce 1895 nebo 1896 nastoupil do Kabinetu mědirytin (Kupferstichkabinet). V letech 1904-1908 byl ředitelem Kabinetu rytin v Berlíně. Pak se vrátil do Drážďan a až do odchodu do důchodu v roce 1923-1924 pracoval jako kurátor a posléze ředitel Kabinetu mědirytin uměleckých sbírek v Drážďanech.  
Německou, českou, nizozemskou i francouzskou grafiku období gotiky a rané renesance ve sbírce drážďanského zámku uspořádal, doplnil vlastními akvizicemi a publikoval. Specializoval se na starou grafiku a vydal o ní několik publikací: již roku 1887 vyšel katalog německých mědirytin z 15. století v Germánském národním muzeu v Norimberku, nejobsáhlejší je jeho devítisvazkový katalog středoevropských, nizozemských a francouzských rytin 15. století z let 1908-1934. 
Roku 1880 se oženil s Isabellou Gedulovou (zvanou Bella), s níž vedl krásný, hostům otevřený dům a společenský salón. Od roku 1883 si vedli návštěvní knihu s titulem Grand hotel Lehrs, uloženou po jeho smrti i s písemnou pozůstalostí v Bavorské státní knihovně v Mnichově. Mezi návštěvníky jsou opakovaně zapsáni Emil Orlik, dále Hans Thoma, Max Klinger, Heinrich Vogeler, Koloman Moser nebo Käthe Kollwitzová.
Vedle své profese se zabýval dějinami uměleckého tance a životopisy tanečnic.
Byl pohřben v urnovém háji hřbitova v Tolkewitz, místní části Drážďanech.

## Publikace (výběr)
- Katalog der im Germanischen Museum befindlichen deutschen Kupferstiche des 15. Jahrhunderts, Nürnberg 1887
- Geschichte und kritischer Katalog des deutschen, niederländischen und französischen Kupferstichs im 15. Jahrhundert. 9 svazků textů a ilustrací, Wien 1908-1934
- Der Meister W.A+, Kupferstecher der Zeit Karls des Kühnen. Leipzig 1895